# Ella-Maria Gollmer
Ella-Maria Gollmer est une actrice allemande née le 1er juin 1994 à Potsdam (Allemagne).

## Carrière
C'était en 2002 qu'Ella-Maria Gollmer est apparue pour la première fois devant les caméras dans la vidéo de la chanson When the children cry de Mark 'Oh. Elle a ensuite joué dans plusieurs publicités. En 2007, elle jouait dans le film Wilde Kerle 5: Hinter dem Horizont. Elle y incarnait le vampire Marry. En 2009, on la voit dans le film La Comtesse incarnant la Comtesse Bathory jeune. En 2010, elle apparaît dans le film réalisé par Christian Ditter Vorstadtkrokodile 2 où elle joue Jenny, la cousine de Kaï. Elle reprend ce rôle dans le film Vorstadtkrokodile 3 en 2011.

## Filmographie
Cinéma
- 2008 : Die Wilden Kerle 5
- 2010 : Vorstadtkrokodile 2
- 2011 : Vorstadtkrokodile 3
- 2011 : Vic le Viking 2 : Le marteau de Thor

Séries télévisées
- 2004 : Um Himmels Willen
- 2006 : Vickerby für immer

Téléfilm
- 2021 : Parents à perpétuité